# October Project
October Project es una banda de pop rock norteamericana, original de Nueva York. El grupo alcanzó un gran éxito comercial y de crítica con sus dos primeros álbumes October Project y Falling Farther In, publicados por Epic Records a mediados de la década de los 90. Tras pasar varios años inactivos, en 2012, la banda publicó un EP con 5 nuevas canciones.
La formación actual del grupo está compuesta por Marina Belica como principal vocalista, Julie Flanders vocalista secundaria y el tecladista y vocalista Emil Adler. Flanders y Adler se ocupan también de la composición de los temas. La formación original incluía a la vocalista Mary Fahl y al guitarrista David Sabatino. Sabatino ocasionalmente interviene en las actuaciones en directo de la banda.

## Historia

### Inicios
Flanders y Adler crecieron en Montclair (Nueva Jersey) y comenzaron a escribir canciones juntos desde la adolescencia.
Julie Flanders conoció a Marina Belica en la Universidad de Yale, donde ambas compartían dormitorio. Durante su último curso, ambas colaboraron con Adler para escribir el musical Measure By Measure. En 1981 fueron aceptados en grupo en el Taller de Teatro Musical BMI, una prestigiosa institución fundada en Nueva York por el compositor Lehman Engel en 1961 en colaboración con la Broadcast Music, Inc., donde estudiaron con el propio Engel y con el compositor Maury Yeston.
Adler y Sabatino se conocieron durante una jam session en Nueva York, mientras Adler terminaba su tesis doctoral en composición musical en la Universidad Rutgers. Juntos montaron en 1985 un estudio de grabación en un garaje de Nueva Jersey que fue utilizado por October Project durante su fase de desarrollo.
Flanders conoció a la cantante Mary Fahl en Nueva York durante el verano de 1989 y se la presentó a Adler, con lo que la base de la primera formación del grupo estuvo completada.
La banda estuvo ensayando en el estudio de Nueva Jersey durante dieciocho meses, periodo en el que la formación sufrió algunos cambios entre el personal instrumental y en el que definieron su estilo.
October Project comenzó a actuar regularmente en clubes del Bajo Manhattan, como the Speakeasy, the Sun Mountain Cafe, Beowulf, CB's 313 Gallery y the Bitter End, consiguiendo reunir muy pronto un buen número de devotos seguidores. Peter Ciaccia, un cazatalentos que los vio actuar en el CBGB, se convirtió en mánager de la banda, que se estableció en el Café Sin-é de St. Mark's Place como grupo residente, compartiendo escenario con otros artistas pujantes de la época, como Jeff Buckley.

### Carrera artística
En 1993, la banda firmó un contrato con Michael Caplan de Epic Records, sello subsidiario de Sony BMG. En octubre se ese mismo año publicaron su primer álbum, October Project, grabado en Nashville, producido por Glenn Rosenstein, con Jay Healy como ingeniero de sonido. El grupo estuvo de gira por Estados Unidos durante 1994, llegando a actuar como teloneros de artistas como Crash Test Dummies y Sarah McLachlan, y apareciendo en el programa de televisión Late Night with Conan O'Brien. Publicaron dos sencillos, para los que rodaron sendos videoclips, “Bury My Lovely” y “Return To Me.” Este último, incluido en la banda sonora de la película Blown Away, protagonizada por Tommy Lee Jones y Jeff Bridges.
Tras una gira promocional por Europa, la banda regresó a Nashville a comienzos de 1995 para grabar su segundo álbum, Falling Farther In, producido por Peter Collins, con David Leonard como ingeniero de sonido. El álbum fue publicado en septiembre de ese mismo año.
En junio de 1996, Epic Records dio por finalizado el contrato con la banda, sin explicación oficial del sello y los miembros del grupo decidieron interrumpir su colaboración.

### November Project
Los compositores Flanders y Adler formaron una nueva banda bajo el nombre de November Project. Los miembros de esta nueva formación fueron Mary Anne Marino (vocalista principal), Julie Flanders (teclados y coros), Emil Adler (teclados y coros), Rob Friedman (guitarra), Mike Visceglia (bajo) y Doug Yowell (batería), con Jeremy Morrison como mánager. En 1999, November Project publicaron un EPcon cinco temas, A Thousand Days, coproducido por Adler y Friedman. En 2000, se disolvió debido a diferencias de criterio artístico.

### Refundación de October Project

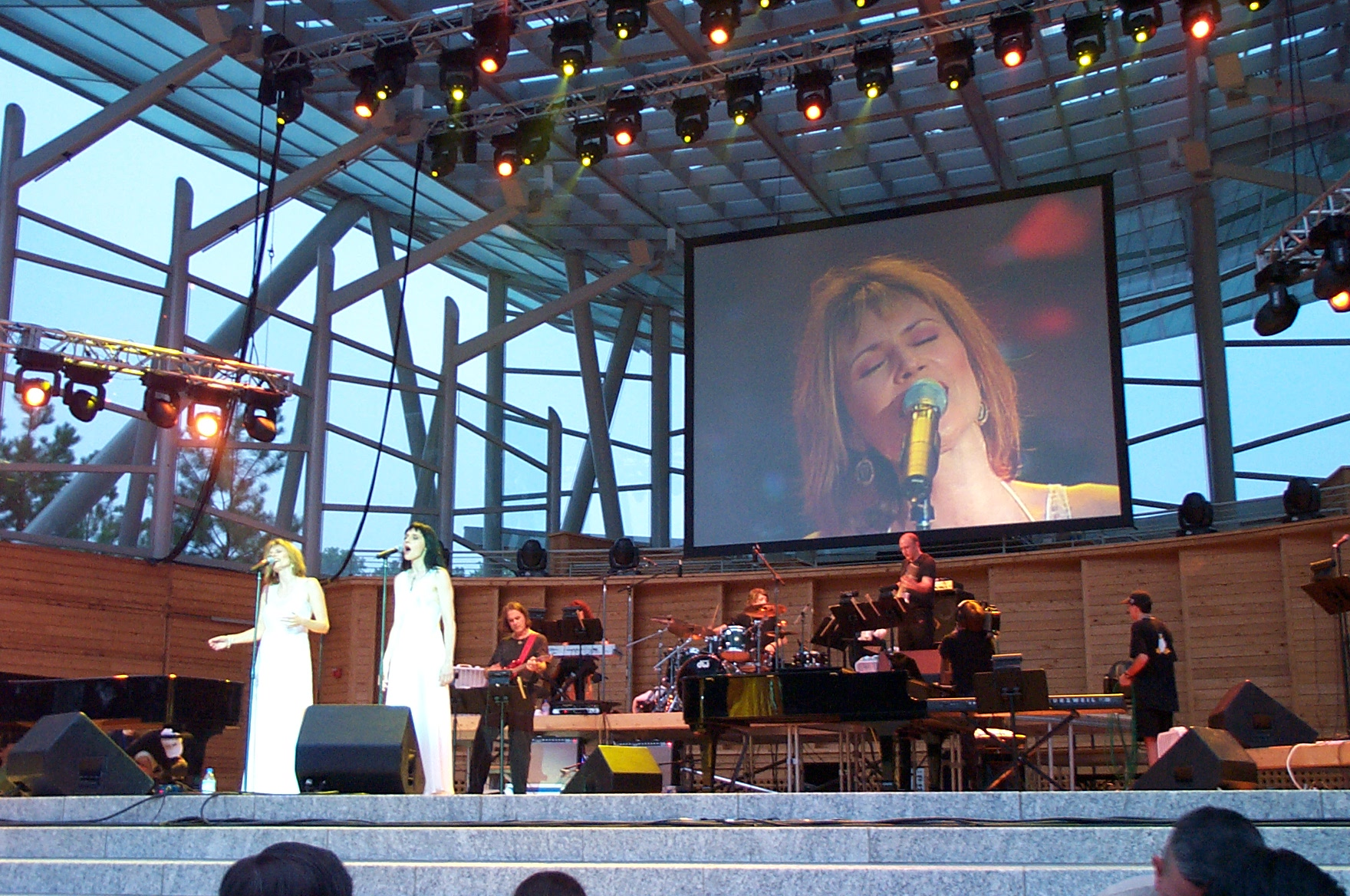
October Project durante una actuación en Carolina del Norte

Tras coincidir en algunos trabajos de estudio y en algunas actuaciones, Flanders, Adler y Belica decidieron refundar la banda en 2001. En 2003, publicaron Different Eyes, un EP compuesto de seis canciones inéditas escritas por Flanders y Adler en los 90.
En junio de 2006 se publicó, October Project Covered, un álbum tributo a la banda en el que dieciséis artistas independientes interpretaron temas de Flanders y Adler.
En julio de 2011, la banda realizó dos exclusivas actuaciones con aforo reducido en un loft del SoHo, con Belica, Flanders y Adler interpretando nuevos y viejos temas con la colaboración de varios artistas invitados.
En diciembre de 2011, la banda publicó Uncovered, un EP con cinco nuevos temas vocales con el único acompañamiento de un piano, como adelanto, según la banda, de la publicación de un nuevo álbum de larga duración. En marzo de 2012, se publicó un nuevo EP, bajo el título de More Uncovered, con nuevo material cantado exclusivemente a cappella.
En noviembre de 2015, October Project lanzó The Book of Rounds, un ciclo de canciones de 21 rondas musicales originales, con letra de Flanders y música de Adler. El álbum, publicado por Sounds True, cuenta con un coro especialmente seleccionado y las voces de Flanders, Adler y Belica. Una reseña de Frederic y Mary Ann Brussat calificó el esfuerzo como una "colección edificante" que "conmueve el alma y encanta la mente con su belleza y significado".
En respuesta a la pandemia de coronavirus, el grupo dirigió un "Virtual Choir of Joy" (Coro Virtual de la Alegría), que se estrenó en octubre de 2020. El coro cantó "Joy" del álbum The Book of Rounds y contó con 163 participantes de 23 países. El vídeo ganó un premio Telly 2021.

## Discografía

### Álbumes de estudio
- October Project (1993)
- Falling Farther In (1995)
- The Book of Round (2015)
- The Book of Rounds: Choral Edition (2021)

### EP
- Be My Hero + 4 Live Acoustic (1994)
- Three (2002)
- Different Eyes (2003)
- Uncovered (2011)
- More Uncovered (2012)

### Sencillos
- "Bury My Lovely" (1993)
- "Wall of Silence" (1993)
- "Return To Me" (1994)

### Recopilatorios
- October Project Covered (2006)